# Harald Andersson
Ernst Harold „Harald” Andersson (ur. 2 kwietnia 1907 w Stanford w Kalifornii, zm. 18 maja 1985 w Nynäshamn) – szwedzki lekkoatleta, który specjalizował się w rzucie dyskiem.

## Kariera sportowa
W 1936 roku startował w igrzyskach olimpijskich, jednak nie został sklasyfikowany. Pierwszy w historii mistrz Europy w rzucie dyskiem. 10 razy w karierze poprawiał rekord Szwecji. 25 sierpnia 1934 w Oslo rzutem na odległość 52,42 ustanowił rekord świata. Rekord życiowy: 53,02 (13 października 1935, Örebro).